# Várzea (Rio Grande do Norte)
Várzea is een gemeente in de Braziliaanse deelstaat Rio Grande do Norte. De gemeente telt 5.475 inwoners (schatting 2009).
De gemeente grenst aan Jundiá, Espírito Santo, Santo Antônio, Passagem en Nova Cruz.